# 大學 (雜誌)
《大學雜誌》（英語：The Intellectual）是一本台灣中文雜誌，創刊於1968年，創立者為張俊宏與張育宏，執行編輯何步正。原為少數知識青年所創刊的文化思想刊物，在台灣各大學中流傳。1970年中，改組擴充，變為呼籲政治改革的言論機關，社長陳少廷，總編輯楊國樞，執行編輯邱立本。1987年停刊。2017年張俊宏、何步正等人發起《新大學政論網站》。
在1971年至1973年間，由鼓吹保釣運動轉向鼓吹台灣民主化運動，要求政治革新、改變政府組織、保護言論自由，當年是台灣提倡自由主義的重要根據地之一。
近年隨臺海兩岸關係冷卻且緊張，新大學網站內容傾向親中、疑美、反臺獨、反民進黨，大量引用中國時報、聯合報的民眾投書或專欄，甚至也有中國共產黨掌握的媒體報導及評論。

## 歷史
- 1968年，《大學雜誌》由張俊宏與陳鼓應在台北市創立，編輯包括兩位香港僑生鄭樹森和何步正。
- 1971年元月號的《大學雜誌》開始大幅度地呈現出對現實政治的關切。劉福增、陳鼓應、張紹文聯名發表〈給蔣經國先生的信〉，陳鼓應發表〈容忍與了解〉、陳少廷發表〈學術自由與國家安全〉、張俊宏發表〈消除現代化的三個障礙〉、邵雄峰（林鐘雄）發表〈臺灣經濟發展的問題〉等重要文章，都是雜誌改組後所展開的呼籲政治革新的先聲。
- 1971年4月，《大學雜誌》發表由93名學者、中小企業家等共同署名的〈我們對釣魚臺問題的看法〉。
- 1971年10月，《大學雜誌》發表了一篇引起輿論界相當矚目的長文〈臺灣社會力分析〉，由張俊宏、許信良、張紹文、包奕洪共同掛名作者，分別對於舊式地主、農民及其子弟、知識青年、財閥、企業幹部及中小企業者、勞工及公務員等階層的性格加以深入的剖析，並建議執政當局不要忽視最有潛力的人力資源，應迎合並運用這種人力資源來從事社會建設。是年10月號（46期）的《大學雜誌》發表了朝野注目的〈建國六十周年國是諍言〉，由楊國樞等15人聯合署名發表，分別從人權、經濟、司法、立法、監察等方面，對國體、政體與法統等問題深入探討，其中對法統的挑戰最為敏感。
- 1972年，《大學雜誌》慶祝四週年紀念，推出〈國是九論〉，這是當時知識分子聯合對舊有統治結構中的積弊提出多面性批評的長篇建言。《大學雜誌》經過兩年集體論政之後，在1973年1月宣告分裂；後雖歷經多次轉型，但影響力逐漸式微，晚期甚至轉型成文學雜誌。
- 1987年停刊。
- 2014年11月8、9日，城鄉改造環境保護基金會主辦『重現狂飆年代國際論壇』-回顧《大學雜誌》
- 2017年4月21日，城鄉改造環境保護基金會主辦《大學雜誌》50週年紀念會。
- 2017年11月12日，城鄉改造環境保護基金會主辦《新大學政論網站》（theintellectual.net）成立酒會，城鄉改造環境保護基金會董事長兼《大學雜誌》創立者張俊宏，《新大學政論網站》董事長何步正[1]。

## 外部連結
- 新大學政論專欄 （页面存档备份，存于）